# Opuntia robusta
Opuntia robusta là một loài thực vật có hoa trong họ Cactaceae. Loài này được J.C. Wendl. mô tả khoa học đầu tiên năm 1835.

## Hình ảnh

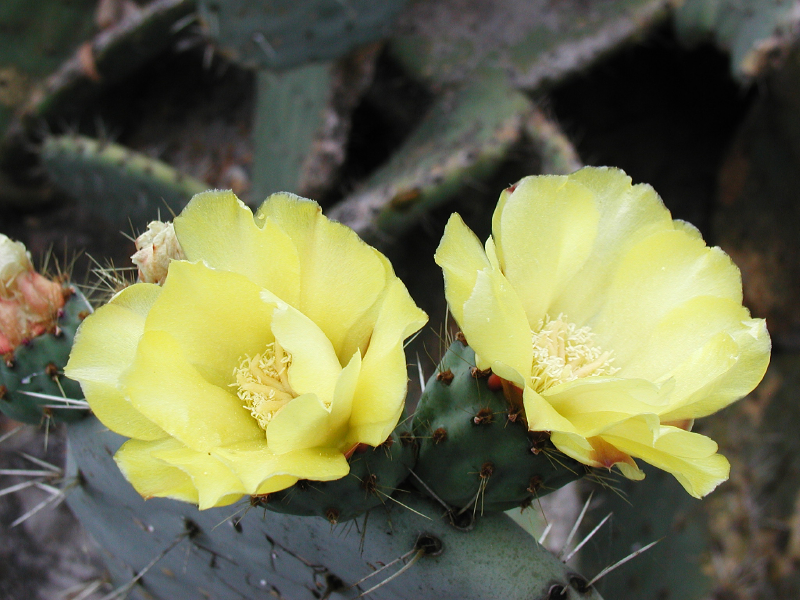
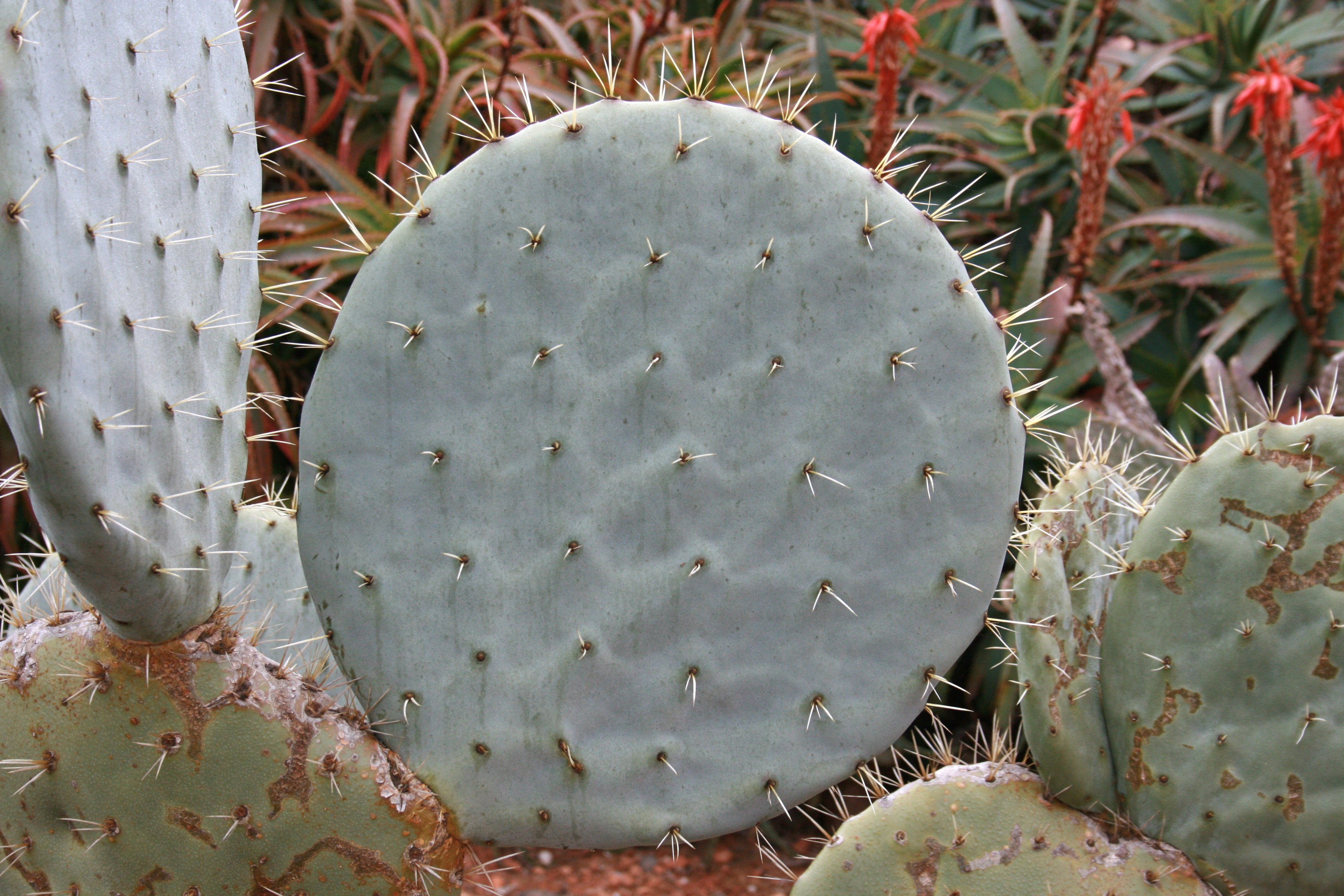
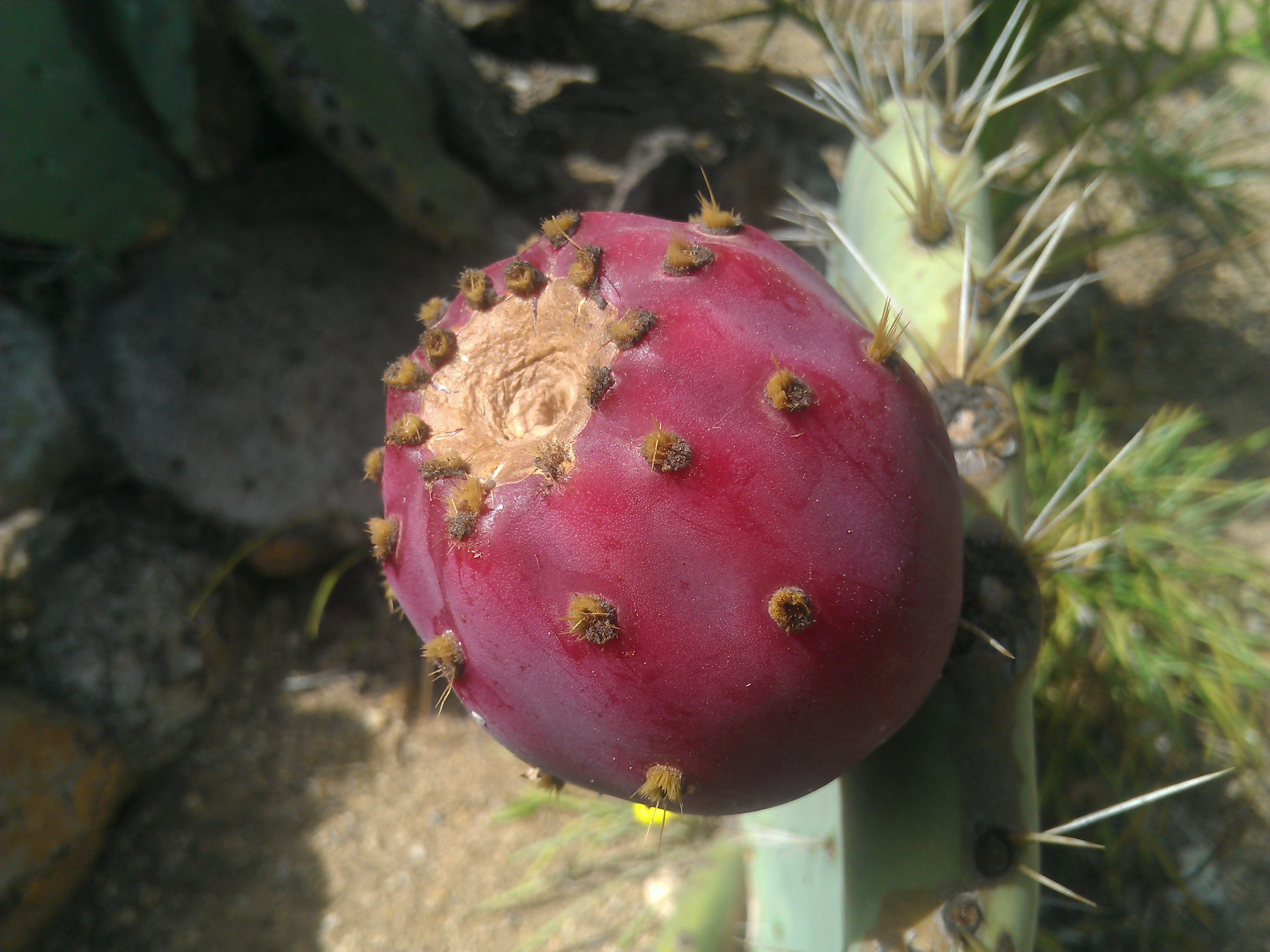
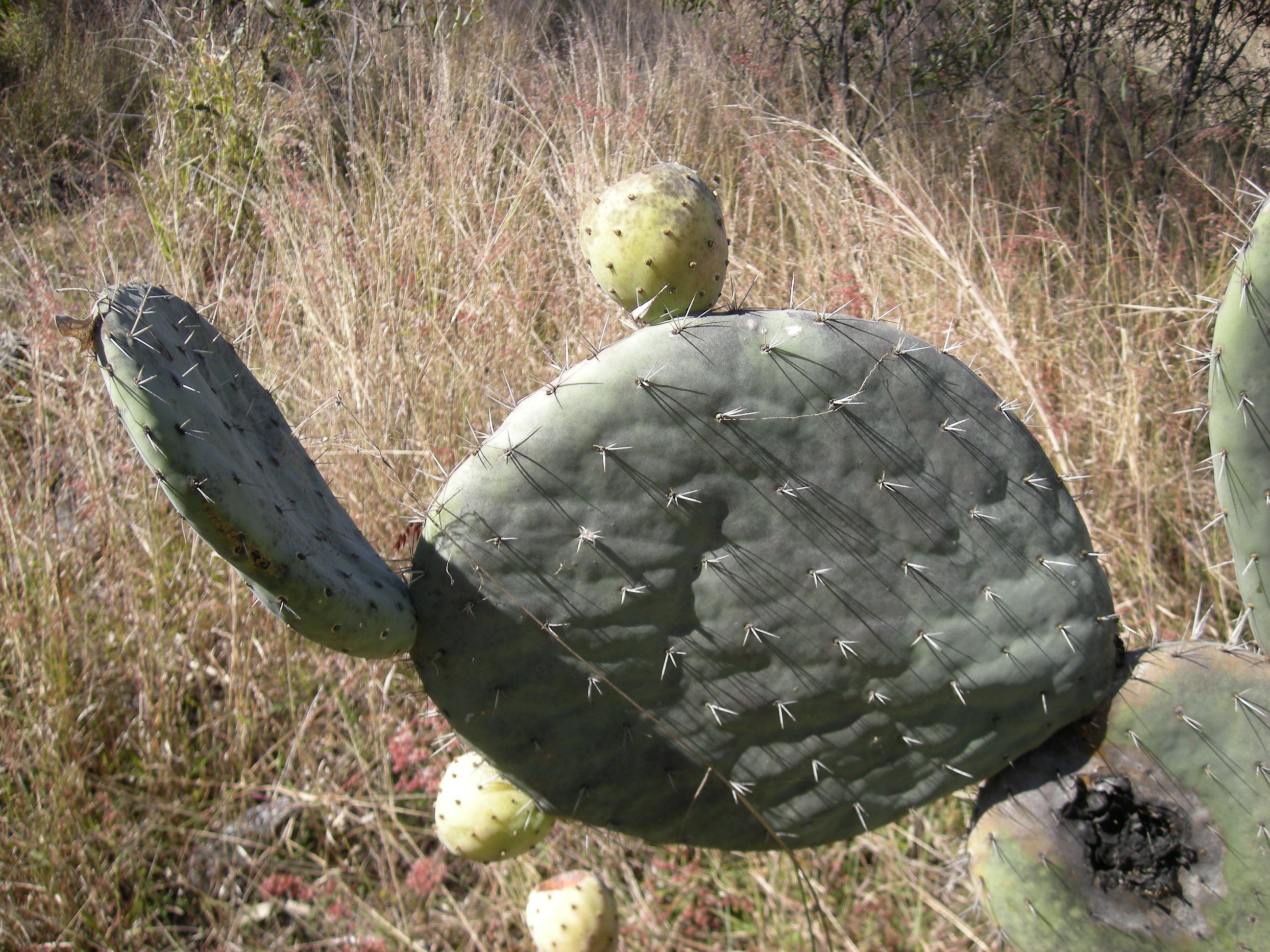